# Taphozous kapalgensis
Taphozous kapalgensis е вид бозайник от семейство Emballonuridae.

## Разпространение
Видът е разпространен в Австралия.